# Первомайск (Рыбницкий район)
Первома́йск — село в Рыбницком районе непризнанной Приднестровской Молдавской Республики. Вместе с сёлами Ленино, Победа и Станиславка входит в состав Ленинского сельсовета. Расположено в 19 км от Рыбницы. В 2004 году в селе проживал 71 человек.